# Dirichlet-Bedingung
Die Dirichlet-Bedingung, auch Satz von Dirichlet genannt, ist nach Peter Gustav Lejeune Dirichlet benannt und gibt an, wann die Fourierreihe punktweise gegen die Ausgangsfunktion konvergiert. 

## Aussage
Sei {\displaystyle f} eine im Intervall {\displaystyle [-T/2,T/2]} definierte Funktion, die folgende Eigenschaften erfüllt:
1. Das Intervall {\displaystyle [-T/2,T/2]} lässt sich in endlich viele Teilintervalle zerlegen, in denen {\displaystyle f} stetig und monoton ist.
2. Die (endlich vielen) Unstetigkeitsstellen sind alle von 1. Art, das heißt, es existieren rechts- und linksseitiger Grenzwert, {\displaystyle f(t_{0}+)} und {\displaystyle f({t_{0}}-)}.

Dann konvergiert die Fourierreihe in jedem {\displaystyle t\in [-T/2,T/2]} gegen 
{\displaystyle {\frac {a_{0}}{2}}+\sum _{n=1}^{\infty }(a_{n}\cdot \cos(n\omega t)+b_{n}\cdot \sin(n\omega t))={\begin{cases}f(t),&{\mbox{wenn }}f{\mbox{ in t stetig}}\\(f(t+)+f(t-))/2,&{\mbox{wenn }}f{\mbox{ in t unstetig}}\end{cases}}}.